# Waksmund
Waksmund [ˈvaksmunt] là một ngôi làng thuộc khu hành chính của Gmina Nowy Targ, thuộc quận Nowy Targ, Voivodeship của Ba Lan, ở miền nam Ba Lan. Nó nằm khoảng 3 kilômét (2 mi) về phía đông của Nowy Targ và 80 km (50 mi) về phía nam thủ phủ khu vực Kraków.
Ngôi làng có dân số 2.439 người.

## Lịch sử
Ngôi làng hiện tại đã được định cư bởi những người nhập cư Đức theo Luật Magdeburg trong những năm 1334-1338. Trước đây, một ngôi làng dưới cái tên Wilcze Pole hay Cánh đồng sói đã tồn tại. Trong trận Grunwald năm 1410, ngôi làng trở nên nổi tiếng vì đã cử năm người có vũ trang chiến đấu về phía vua Władysław II Jagiełło mà ngôi làng đã nhận được đất ở dãy núi Tatra gần đó - Hala Waksmundzka (đồng cỏ của Waksmundz của Waksmund) gần Morskie Oko. Trong Chiến tranh thế giới thứ hai, vào ngày 29 tháng 6 năm 1943, ngôi làng là nơi xảy ra một trong những vụ thảm sát tồi tệ nhất do quân chiếm đóng Đức Quốc xã ở vùng Podhale, sau khi Liên minh Tatra tan rã tiết lộ rằng nhiều thành viên của tổ chức kháng chiến có nguồn gốc từ làng này.

## Địa lý
Waksmund nằm ở độ cao 565 mét chủ yếu ở bờ nam sông Dunajec trong một khoảng trống giữa hai bãi cát hóa thạch từ kỷ băng hà. Ở bờ phía bắc của Dunajec, vùng đất đột ngột mọc lên dãy núi Gorce, ở bờ phía nam, nó dốc hơn nhiều về phía nam cho đến khi nó đến chân đồi của dãy núi Tatra cách xa 6 đến 8 km về phía nam gần Białka Tatrzańska. Xa nhất về phía tây của dãy Pieniny, Gisowa Skała, nằm cách phía đông nam của ngôi làng Gronków vài km về phía đông nam. Trong vòng hai mươi km từ Waksmund, ba công viên quốc gia có thể được tìm thấy: Công viên quốc gia Gorczański, Tatrzański và Pieniński.

### Khí hậu
Trung bình, Waksmund có khí hậu khá giống với những nơi khác ở vùng Podhale thấp, mặc dù hơi lạnh hơn - nhiệt độ trung bình hàng năm khoảng 5,6 °C, với tháng ấm nhất, tháng 7, trung bình 16,5 °C, và tháng lạnh nhất, tháng 1, trung bình -6,2 °C, nó chắc chắn trong vùng khí hậu Dfb. Lượng mưa hàng năm khoảng 850 mm, số giờ nắng hàng năm khoảng 1500. Tuyết vẫn còn trên mặt đất trung bình 111 ngày mỗi năm và thời gian trung bình của mùa sinh trưởng là 189 ngày. Mùa xuân, biên độ nhiệt lớn - nó có thể lên đến 20 °C vào giữa ngày, trong khi vào ban đêm, nó vẫn có thể hạ nhiệt xuống -10 °C. Tuy nhiên, nhiệt độ mùa đông là một trong những nơi lạnh nhất ở Ba Lan do địa lý độc đáo khiến khu vực này hoạt động khá giống như một cái bồn lạnh; -35 °C không phải là chưa từng thấy trong những đêm yên tĩnh và trong vắt trên một lớp tuyết mới trong một đợt lạnh, và mức thấp kỷ lục không chính thức mọi thời đại là -49 °C đã được báo cáo vào mùa đông năm 1929. Cho dù điều này là hợp lệ hay do thiết bị bị lỗi không bao giờ có thể được biết, thực tế là Waksmund trong những đêm như vậy có thể là 5 đến 7   °C lạnh hơn so với Nowy Targ hoặc Białka Tatrzańska gần đó. Một hiệu ứng tương tự, mặc dù rõ rệt hơn nhiều, xảy ra tại Funtensee ở Đức. Điều ngược lại cũng đã biết xảy ra, khu vực này là đặc biệt dễ bị foehn gió, địa phương gọi là halny mà có thể đến từ cả hai phía nam cũng như phía bắc ở đây, và nhiệt độ không khí tăng lên 15 °C trong một giờ, kèm theo độ ẩm thấp và gió mạnh. Mùa hè thì mức độ nhẹ, với mức cao trung bình khoảng 20 đến 25 °C, và ban đêm xuống khoảng 10 °C.

## Cư dân đáng chú ý
- Józef Kuraś, máy bay chiến đấu kháng chiến
- Andrzej Waksmundzki, nhà hóa học